# Öregfalu
Öregfalu (románul: Pustiniș) település Romániában, a Bánságban, Temes megyében.

## Fekvése
Temesvártól délnyugatra, Újvár délnyugati, Ófalu északi szomszédjában fekvő település.

## Története
Nevét 1828-ban Öregfalu néven említette először oklevél.
1761-ben helyén még csak mocsarakkal körülvett puszta volt. 1767-ben a Bánsági Maros tájairól jött románok alapították.
1816-tól gróf Buttler János birtoka volt.
1836-ban a községet teljesen elpusztította az árvíz, de hamarosan újból felépült. A határához tartozó egyik dűlőt, ahol az 1836-os árvíz előtt a község feküdt, Szatu batrin-nak (öregfalu) nevezik.
Vele egyidőben pusztult el teljesen a szomszéd Sárközfalu is, melynek emlékét a határban Sárközdűlő tartja fenn.
1887-ben és 1888-ban az árvíz az egész 8000 hold határt ismét elöntötte.
1893-1907 között herceg Odescalchi Gézáné, gróf Andrássy Etelka birtoka volt.
1910-ben 1353 lakosából 427 magyar, 65 német, 820 román volt. Ebből 461 római katolikus, 13 református, 865 görögkeleti ortodox, 13 izraelita volt.
A trianoni békeszerződés előtt Torontál vármegye Csenei járásához tartozott.

## Nevezetességek
- Görögkeleti temploma – 1840-ben épült